# Adolfo Duncan
Adolfo Duncan (Avellaneda, Buenos Aires, Argentina; 1934-Ibidem; 15 de agosto de 2018) fue un actor de doblaje, locutor, recitador y actor y director de teatro argentino. Es conocido por ser la voz del extinto canal argentino The Big Channel, que a su vez también fue el locutor de las publicidades de Cartan de la época.

## Carrera
Destacado referente del radioteatro y el doblaje. En radio, formó parte del personal radioteatral de LRA Radio Nacional Buenos Aires al integrar el radioteatro Las dos carátulas: El teatro de la humanidad en la década de 1980, donde compartió labor con grandes como Chita Foras. También trabajó en otras emisoras como Radio El Mundo, Radio Belgrano, Radio Mitre, Radio Rivadavia, Radio De La Ciudad, Radio América, Radio Continental  y en 800 emisoras del Interior.
En cine trabajó como director de doblaje de la película Mafalda de 1979. Además actuó en películas tales como El profesor erótico (1975) con dirección de  Rafael Cohen y actuación de Osvaldo Pacheco, Las turistas quieren guerra  (1977) con Jorge Porcel y Alberto Olmedo, Los drogadictos (1979), dirigida por Enrique Carreras y protagonizada por Mercedes Carreras y Graciela Alfano, Gran valor (1980) con dirección de  Enrique Cahen Salaberry con Juan Carlos Calabró, y Lejos de casa (2010) dirigida por Miguel Mirra junto a Diana Trujillo y Guillermo Chávez, entre otras.
Fue, entre otras cosas, la voz oficial que transmitía las publicidades como las de Cartan y presentaciones en el mítico canal infantil The Big Channel.
Trabajó como actor de doblajes para los estudios “Syncroson”, “Tecno Film”, “Video Record”, “Alex”, “Imagen Satelital”, “Video Dat”, “Polaco”, “Civisa”, “Palmera”, “Cine Centro”, “Digital Recording”, “La  Casa Post”, “Isak”  y  muchos otros.
En teatro cumplió rol de actor en  el Astral, Ateneo, Avenida, Alvear, Cervantes, Empire, Colonial, Auditorium y Payro de Mar del Plata.
Afiliado a la Asociación Argentina de Actores desde 1963, falleció el 15 de agosto de 2018 a los 84 años de edad.

## Filmografía
Como actor:
- 2010: Lejos de casa.
- 1980: Gran valor.
- 1979: Hormiga negra
- 1979: Los drogadictos.
- 1977: El gordo catástrofe.
- 1977: Las turistas quieren guerra.
- 1977: Así es la Vida.
- 1976: Soñar, soñar.
- 1976: Dos locos en el aire
- 1975: El profesor erótico.
- 1974: La vuelta de Martín Fierro.
- 1973: Juan Moreira.

Como actor de doblaje:
- 2012: Aftershock

Como director de doblaje:
- 1979: Los drogadictos.

## Televisión
Como actor:
- 1973: Aquellos que fueron.
- 1968: Yo compro esa mujer.[3]

Serie animadas:
- Dave, el bárbaro - Voces adicionales.
- Star vs. las fuerzas del mal - Rey Pony Head (Maurice LaMarche) / Voces adicionales.
- Galaxia Wander - Voces adicionales
- Candy Candy - Voces adicionales